# Айманов, Кенжалы
Кенжалы Айманов (1 ноября 1917, Джаныбек — 26 августа 1974, Алма-Ата) — советский казахстанский учёный и политик, деятель образования, физик-экспериментатор и педагог. 

## Биография
В 1937 году окончил физико-математический факультет Казахского педагогического института, после чего был направлен на работу в Казалинск.
Во время Великой Отечественной войны находился в рядах защитников Брестской крепости, участвовал в Сталинградской битве и освобождении Керчи.
После демобилизации вернулся в 1945 году в Алма-Ату, где первоначально возглавил местный горком комсомола, а с 1947 по 1952 год работал в школе № 18 сначала учителем физики, затем директором.
С 1952 года преподавал в университете им. Абая на физико-математическом факультете. В 1960—1963 годах был заведующим кафедрой преподавания физики, которую первым же основал.
С 1963 по 1971 год занимал пост министра образования и просвещения Казахской ССР, с 1971 по 1974 год — министра высшего и среднего образования Казахской ССР.
Его научно-исследовательские работы посвящены проблемам освоения учащимися старших классов элементов автоматики, телемеханики, электроники. За свои научные заслуги был награждён орденом Ленина.
Некоторые работы: «Атомная энергетика и её использование» (Алма-Ата, 1959); «Физика и автоматика: Пособие для учителей» (Алма-Ата, 1963).
Скончался 26 августа 1974 года, похоронен на Кенсайском кладбище.